# Hertefeld (Nauen)

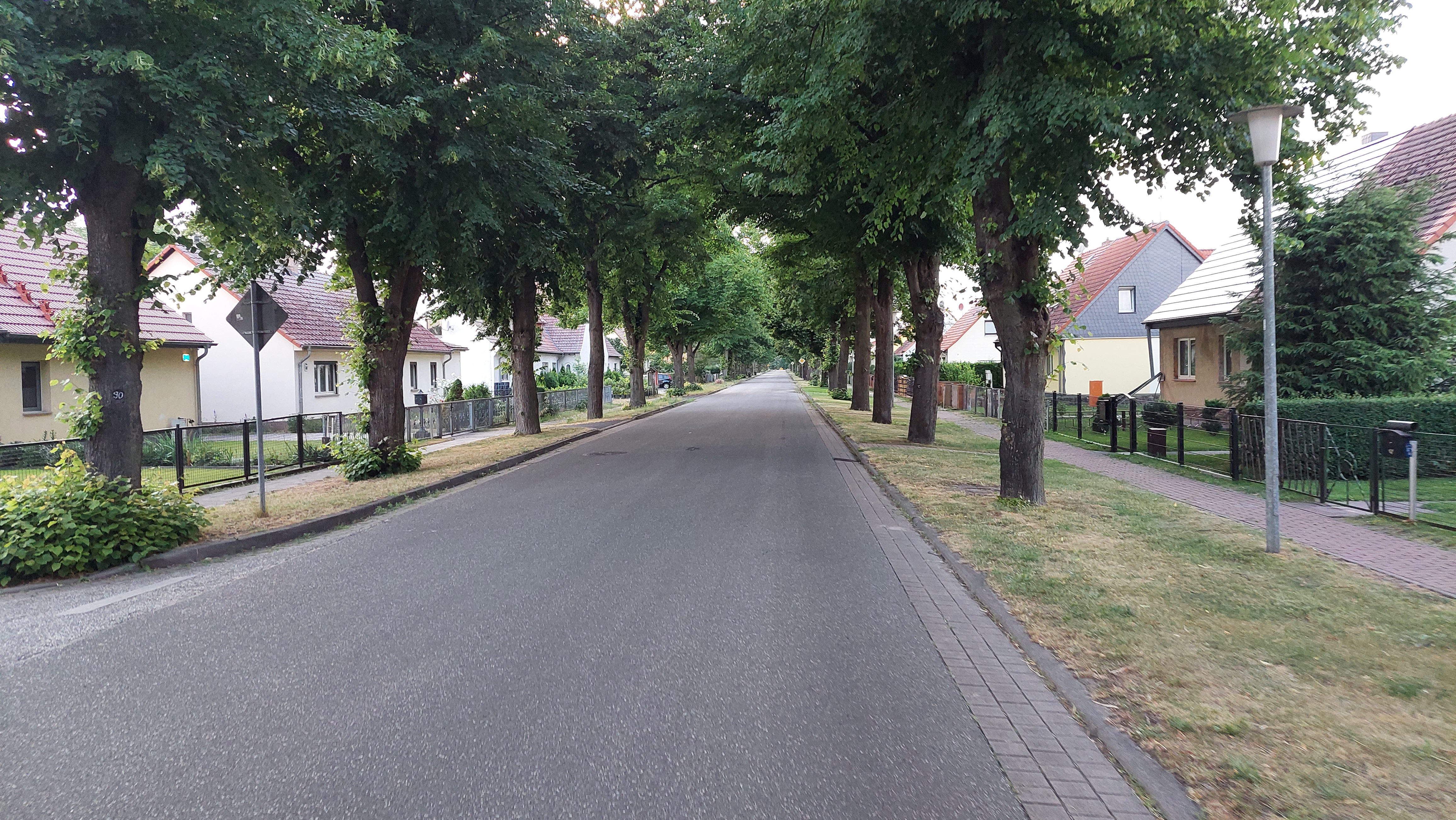
Hertefelder Dorfstraße

Hertefeld ist ein Wohnplatz im Ortsteil Bergerdamm der Stadt Nauen im brandenburgischen Landkreis Havelland.

## Lage
Hertefeld liegt rund sieben Kilometer nordwestlich von Nauen an der Kreisstraße 6309, die in Nauen beginnt und hinter Hertefeld in die Landesstraße 173 mündet. Folgt man der L 173 in Richtung Norden, gelangt man zur Kreisgrenze nach Dreibrück. Östlich liegt der Ortsteil Kienberg, südlich der Wohnplatz Bergerdamm-Hanffabrik und der Ortsteil Berge und westlich Bergerdamm-Lager.

## Geschichte

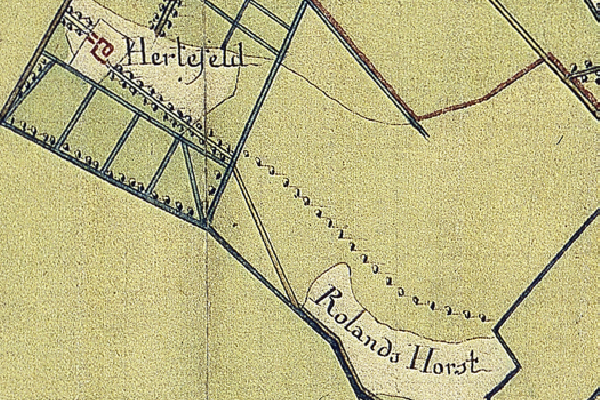
Hertefeld und die Flur Rolandshorst, Schmettausches Kartenwerk (1767–1787)

Die ehemalige Kolonie Hertefeld wurde um 1720 während der vom Kurfürsten Friedrich Wilhelm I. angeordneten Erschließung des Havelländischen Luchs gegründet. Der Name geht auf den preußischen Staatsmann Samuel von Hertefeldt zurück, der vom Kurfürst mit den Erschließungsarbeiten sowie dem Bau des Großen Havelländischen Hauptkanals beauftragt wurde. Die Kolonie gehörte zu dieser Zeit zum Amt Königshorst. 1817 ist Hertefeld als Kolonie und Vorwerk mit 70 Bewohnern verzeichnet. 1859 wurde das nahegelegene Rolandshorst der Gemeinde Hertefeld einverleibt. 1861 wird zwischen Kolonie und Vorwerk Hertefeld differenziert: Die Kolonie Hertefeld (ohne Rolandshorst) mit 26 Bewohnern, zwei öffentlichen Gebäuden, vier Wohngebäuden und fünf Wirtschaftsgebäuden. Das Domänenvorwerk Hertefeld mit 36 Bewohnern, zwei Wohngebäuden und sieben Wirtschaftsgebäuden.
1908 wurde der Landwirt Arthur Schurig Pächter der Domäne Hertefeld. Diese war zu diesem Zeitpunkt wirtschaftlich schwach aufgestellt, bestand hauptsächlich aus Grünland und wurde nicht intensiv bewirtschaftet. Schurig, der vor allem mit dem Anbau von Feldgemüse für den Berliner Markt große Erfolge erzielt hatte, ließ umfangreiche Meliorisationsarbeiten (z. B. Anlage neuer Entwässerungsgräben) durchführen, um die Felder der Domäne ackerbaulich nutzbar zu machen. Für diese Arbeiten wurden während des Ersten Weltkriegs mitunter auch Kriegsgefangene des nahegelegenen Kriegsgefangenenlagers Bergerdamm-Lager herangezogen. Schurig war zudem ein Pionier auf dem Gebiet der landwirtschaftlichen Verwendung von Müll: In großen Mengen ließ er unter Verwendung von Feldbahnen und fliegender Gleise Berliner Hausmüll auf seine Felder aufschütten und unterpflügen, um Ackerland zu gewinnen und Ertragssteigerungen durch Düngeffekte zu bewirken.
Mit dem Ersten Weltkrieg wurde Deutschland zudem weitgehend von der Einfuhr textiler Faserstoffe aus dem Ausland und den Kolonien abgeschnitten, sodass sich Gesellschaften gründeten, die zur Kompensation die inländische Erzeugung von Fasern, wie z. B. Hanffasern, forcierten. Schurig verkaufte der Deutschen Hanfanbau-Gesellschaft Flächen zur Errichtung einer Fabrik am heutigen Wohnplatz Bergerdamm-Hanffabrik. Zur Deckung des Bedarfs wurden zu dieser Zeit die Felder der Domäne Hertefeld überwiegend mit Hanf bepflanzt.
Nach Schurigs Tod im Mai 1932 übernahm dessen langjähriger Weggefährte, der Landwirt Ernst Zurek, die Geschäfte. Nach dem Zweiten Weltkrieg wurde das Gut in ein Provinzialgut, später Volkseigenes Gut (VEG) unter dem Namen VEG Hertefeld umgewandelt. Diesem gehörten später die Betriebsteile Bergerdamm und Ribbeckshorst an.
1957 wurde Hertefeld ein Ortsteil der Gemeinde Bergerdamm. Am 26. Oktober 2003 wurde die Gemeinde Bergerdamm nach Nauen eingemeindet und Hertefeld damit ein Wohnplatz im Ortsteil Bergerdamm der Stadt Nauen.

## Belege
1. ↑  Ortschafts-Verzeichniß des Regierungs-Bezirks Potsdam nach der neuesten Kreiseintheilung vom Jahre 1817
2. ↑  Richard Boeckh: Ortschafts-Statistik des Regierungs-Bezirks Potsdam mit der Stadt Berlin, Berlin 1861, S. 178/179
3. ↑  Wolfgang Böhm: Biographisches Handbuch zur Geschichte des Pflanzenbaus, ISBN 978-3-11-096710-4, S. 308
4. ↑  Lieselott Enders: Historisches Ortslexikon für Brandenburg, Teil III, Havelland, ISBN 978-3-88372-303-7, S. 155/156

Koordinaten: 52° 40′ N, 12° 49′ O